# Zimmermannia obrutella
Zimmermannia obrutella is een vlinder uit de familie van de dwergmineermotten (Nepticulidae). De wetenschappelijke naam is voor het eerst voorgesteld als Trifurcula obrutella door Philipp Christoph Zeller in een publicatie uit 1873.
De soort komt voor in de Verenigde Staten.